# Martin Kolovratník
Martin Kolovratník (* 11. dubna 1975 Pardubice) je český politik a bývalý novinář, od října 2013 poslanec Poslanecké sněmovny PČR, v letech 2020 až 2024 zastupitel Pardubického kraje, od roku 2014 zastupitel města Pardubic a MO Pardubice III, člen hnutí ANO 2011. Je absolventem Univerzita Pardubice Dopravní fakulta Jana Pernera Univerzity Pardubice oboru „dopravní marketing, management a logistika“. V diplomové práci provedl jeden z prvních marketingových průzkumů trhu pro ČD (její tehdejší odštěpný závod DATIS), kde zjišťoval potenciál obchodní poptávky po službách této společnosti. Působil také jako ředitel regionální veřejnoprávní stanice Český rozhlas Pardubice.

## Život
Po absolvování Gymnázia Holice (maturoval v roce 1993) vystudoval v letech 1993 až 1998 obor dopravní inženýrství na Dopravní fakultě Jana Pernera Univerzity Pardubice (získal titul Ing.). Už během studia na vysoké škole pracoval v soukromém rádiu. V letech 2000 až 2001 se živil jako náměstek ředitele pro oblast interní a externí komunikace a PR ve společnosti VCES, a.s. V té době se stal autorem kompletní změny identity společnosti (z původní Východočeská stavební a.s. na VCES a.s.), včetně užití logotypu a vstupu společnosti do online prostředí. Později pracoval jako poradce pro oblast marketingu v Českém Telecomu. V roce 2001 zakládal pobočku Českého rozhlasu v Pardubicích, kde byl až do září 2013 ředitelem.
Dlouhodobě se věnuje neziskovým organizacím, v roce 2008 spoluzakládal obecně prospěšnou společnost SKP-CENTRUM. Moderuje nejrůznější akce v kraji od kulturních až po komerční. Byl členem a prezidentem pardubického Rotary Clubu, který sdružuje obchodníky a vůdčí osobnosti k poskytování humanitárních služeb.
Angažuje se jako člen Správní rady obecně prospěšné společnosti Smetanova Litomyšl, která pořádá stejnojmenný hudební festival a také Institutu Jana Pernera, který se věnuje rozvoji dopravy a vzdělávání v technických oborech.
Martin Kolovratník je ženatý a má dva syny.

## Politické působení
Ve volbách do Poslanecké sněmovny PČR v roce 2013 získalo hnutí ANO 2011 v Pardubickém kraji dva mandáty. Martin Kolovratník kandidoval z pozice lídra, byl však zvolen na druhém místě. V preferenčních hlasech ho totiž překonal poslanec David Kasal. Ve sněmovně se stal prvním zvoleným činovníkem – od 21. 11. 2013 působí jako předseda volební komise – a v pozici člena volební komise má na starosti média. Druhým oborem zájmu Martina Kolovratníka je doprava – jeho jméno se objevilo mezi kandidáty na post ministra dopravy. V roce 2017 nahradil v čele Hospodářského výboru PSP ČR Ivana Pilného a stal se předsedou tohoto výboru.
Martin Kolovratník aktivně působí i v komunální politice. V komunálních volbách v roce 2014 byl za hnutí ANO 2011 zvolen zastupitelem města Pardubic a MO Pardubice III. V krajských volbách v roce 2016 kandidoval za hnutí ANO 2011 z posledního místa do Zastupitelstva Pardubického kraje, ale neuspěl. Ve volbách do Poslanecké sněmovny PČR v roce 2017 byl lídrem hnutí ANO 2011 v Pardubickém kraji. Získal 4 996 preferenčních hlasů, a obhájil tak mandát poslance. Po volbách v roce 2017 se stal členem volebního a hospodářského výboru.
V komunálních volbách v roce 2018 obhájil za hnutí ANO 2011 post zastupitele města Pardubice i MO Pardubice III. V krajských volbách v roce 2020 byl lídrem hnutí ANO v Pardubickém kraji, podařilo se mu získat mandát krajského zastupitele.
Ve volbách do Poslanecké sněmovny PČR v roce 2021 kandidoval za hnutí ANO 2011 na 3. místě v Pardubickém kraji. Se ziskem 4 306 preferenčních hlasů překonal lídra kandidátky Davida Kasala, a stal se tak znovu poslancem. Od roku 2022 zastává post „stínového“ ministra dopravy ve stínové vládě Andreje Babiše.
V komunálních volbách v roce 2022 kandidoval do zastupitelstva Pardubic z 10. místa kandidátky hnutí ANO 2011. Mandát zastupitele města se mu podařilo obhájit. V roce 2022 kandidoval také do Zastupitelstva městského obvodu Pardubice III, a to z 5. místa kandidátky hnutí ANO 2011. Vlivem preferenčních hlasů však skončil první, a obhájil tak mandát zastupitele městského obvodu.
Dříve podporoval přijetí eura, avšak s ohledem na aktuální ekonomickou a politickou situaci dospěl k závěru, že tento krok by pro Českou republiku již nebyl výhodný, a proto od této podpory upustil.
V krajských volbách v roce 2024 obhajoval jako člen hnutí ANO post zastupitele Pardubického kraje, ale neuspěl. Mandát krajského zastupitele tentokrát nezískal.
Ve volbách do Poslanecké sněmovny PČR v roce 2025 je lídrem hnutí ANO v Pardubickém kraji.

## Návrhy z oblasti dopravy
V roce 2017 inicioval Martin Kolovratník přijetí přelomového usnesení Hospodářského výboru Poslanecké sněmovny, které výrazně urychlilo přípravu vysokorychlostních tratí (VRT) v České republice. Usnesení vyzdvihlo zásadní význam vysokorychlostní železnice pro ekonomický rozvoj ČR, její zapojení do evropské sítě TEN-T a vyzvalo vládu k přijetí konkrétních kroků, včetně legislativních změn a organizačního zajištění přípravy výstavby VRT.
V roce 2018 jako zástupce skupiny 17 předkladatelů inicioval v novele zákona 416/2009 Sb., o urychlení výstavby dopravní, vodní a energetické infrastruktury zkrácení procesu povolování nejvýznamnějších staveb dopravní infrastruktury, zejména dálnic a železnic. Základem těchto změn jsou pozměňovací návrhy Martina Kolovratníka, které zavádí fikci souhlasu pro vydání závazného stanoviska a také institut předběžného uvedení v držbu, který urychluje vyvlastňovací řízení u významných dopravních staveb. Novela byla nominována odbornou veřejností do ankety Zákon roku, ve které byla následně vyhlášena jako nejužitečnější právní počin roku 2018.
V červnu 2019 navrhoval zdražení dálničních známek, resp. horní hranice jejich ceny, z dosavadních 1500 na 2000 korun, a ke stanovení její ceny zmocnit vládu. Chtěl tím údajně pomoci ministerstvu dopravy, jehož návrh na zdražení vláda zamítla a do vládního návrhu jej nezahrnula. Opozice návrh kritizovala s odůvodněním, že místo zdražování dálničních známek by měla být prioritou vlády výstavba a rozšiřování dálniční sítě. Poslanec Stanislav Blaha návrh označil za nevhodný s ohledem na současný stav dálnic a jejich přetížení. Podobně se vyjádřil i poslanec Jan Skopeček, který návrh považoval za nedostatečně odůvodněný.
V reakci na kalamitní situaci na dálnici D1 z dne 11. prosince 2018 spolupodepsal Martin Kolovratník návrh skupiny poslanců, aby na dálnicích platil plošný zákaz předjíždění platný pro vozidla nad 3,5 tuny v pracovní dny od 6 do 22 hodin. Hospodářský výbor poslanecké sněmovny vyjádřil k návrh téměř o rok později negativní stanovisko a Martin Kolovratník, v té době místopředseda tohoto výboru a předseda jeho dopravního podvýboru, se od návrhu distancoval slovy: „Za ten rok jsem si velmi posunul názor. Tehdy jsme opravdu poměrně rychle reagovali na tehdejší kalamitní situaci na D1.“
Jako člen správní rady SŽDC a poslanec za ANO podal na jaře 2019 pozměňovací návrh k projednávané novele zákona o drahách, jímž navrhl pro Správu železniční dopravní cesty nový název Správa železnic. Toto označení bylo už běžně užíváno jako zkrácený název organizace. Hospodářský výbor sněmovny návrh prozatím odmítl s tím, že požaduje vyčíslení nákladů na přejmenování. 13. září 2019 poslanecká sněmovna v rámci projednávání novely zákona o dráhách pozměňovací návrh i s novelou zákona schválila. Změnu názvu podpořil i ministr dopravy Vladimír Kremlík. Navrhovatel Martin Kolovratník změnu odůvodňoval tím, že původní název je dlouhý, nesnadno zapamatovatelný a neodráží jednoznačně působnost organizace. Cílem bylo vytvořit jednoduše identifikovatelný subjekt správce železniční infrastruktury s názvem, který lépe vystihuje jeho činnost. Schválený novelizační zákon vyšel pod číslem 367/2019 Sb. a změna jména vstoupila v platnost 1. ledna 2020.
Na jaře 2019 v rámci projednávání novely zákona o dráhách podal pozměňující návrh, který by zbavil České dráhy povinnosti uznávat ve svých vlacích režijní jízdenky, která tuto společnost znevýhodňuje oproti ostatním dopravcům v osobní dopravě. Hospodářský výbor poslanecké sněmovny 3. dubna 2019 návrh výraznou většinou odmítl, ředitel SŽDC Jiří Svoboda však zaujal neutrální stanovisko s tím, že i tak bude muset SŽDC jízdní výhody pro své zaměstnance řešit, protože s postupující liberalizací ubývá vlaků, kde jsou režijní jízdenky použitelné.
Martin Kolovratník se také stal autorem pozměňovacího návrhu, který umožnil všem provozovatelům drah – včetně drah trolejbusových a tramvajových – odstraňovat dřeviny v blízkostí tratí na základě Kolovratníkem navržené definice: „stromoví a jiné porosty, které při svém pádu mohou zasáhnout do průjezdného průřezu dráhy, jsou stromovím ohrožujícím bezpečnost nebo plynulost drážní dopravy nebo provozuschopnost dráhy“, což Poslanecká sněmovna navzdory názoru Senátu PČR především díky hlasům ANO, KSČM a ČSSD schválila, zatímco pro zachování dosavadní zákonné úpravy hlasovali zástupci a zástupkyně ODS, STAN, Pirátů, TOP 09, SPD, Jan Čižinský z KDU-ČSL, z ČSSD pak Jan Chvojka a Roman Sklenák. Zatímco ochranářské instituce a organizace si novelu vykládaly tak, že nově bude možné kácet i zdravé stromy v dosahu dráhy, které reálně dráhu nijak neohrožují, poslanec Kolovratník vysvětlil, že podle jeho návrhu může správce železnice kácet jen ty stromy, které opravdu blízce ohrožují, a rozhodně nehrozí drakonické vytváření nějakých průsmyků nebo holin daleko od dráhy. 
V říjnu 2019 na Facebooku i na své webové stránce veřejně otevřel diskuzi o možnosti přejmenování Letiště Pardubice a po vzoru zahraničních letišť a do jeho názvu zakomponovat název hlavního města Prahy.  Poukazoval přitom na to, že se v zahraniční jedná o běžnou praxi a jako příklad uvedl například letiště Londýn Stansted nebo letiště Milán–Bergamo.
Martin Kolovratník inicioval změny v novele zákona o dráhách z roku 2021, které se zaměřily na modernizaci a zefektivnění železniční dopravy v České republice. Mezi hlavní opatření patřilo urychlení procesu rušení železničních přejezdů s cílem zvýšit bezpečnost a zkrátit jízdní doby vlaků. Novela rovněž zavedla specializované úpravy pro modernizaci infrastruktury a lepší řízení drážních vozidel podle mezinárodních standardů.